# Urspelt
Urspelt (Luxemburgs: Ischpelt) is een plaats in de gemeente Clervaux en het kanton Clervaux in Luxemburg.
Urspelt telt 51 inwoners (2001).